# John M. Armleder

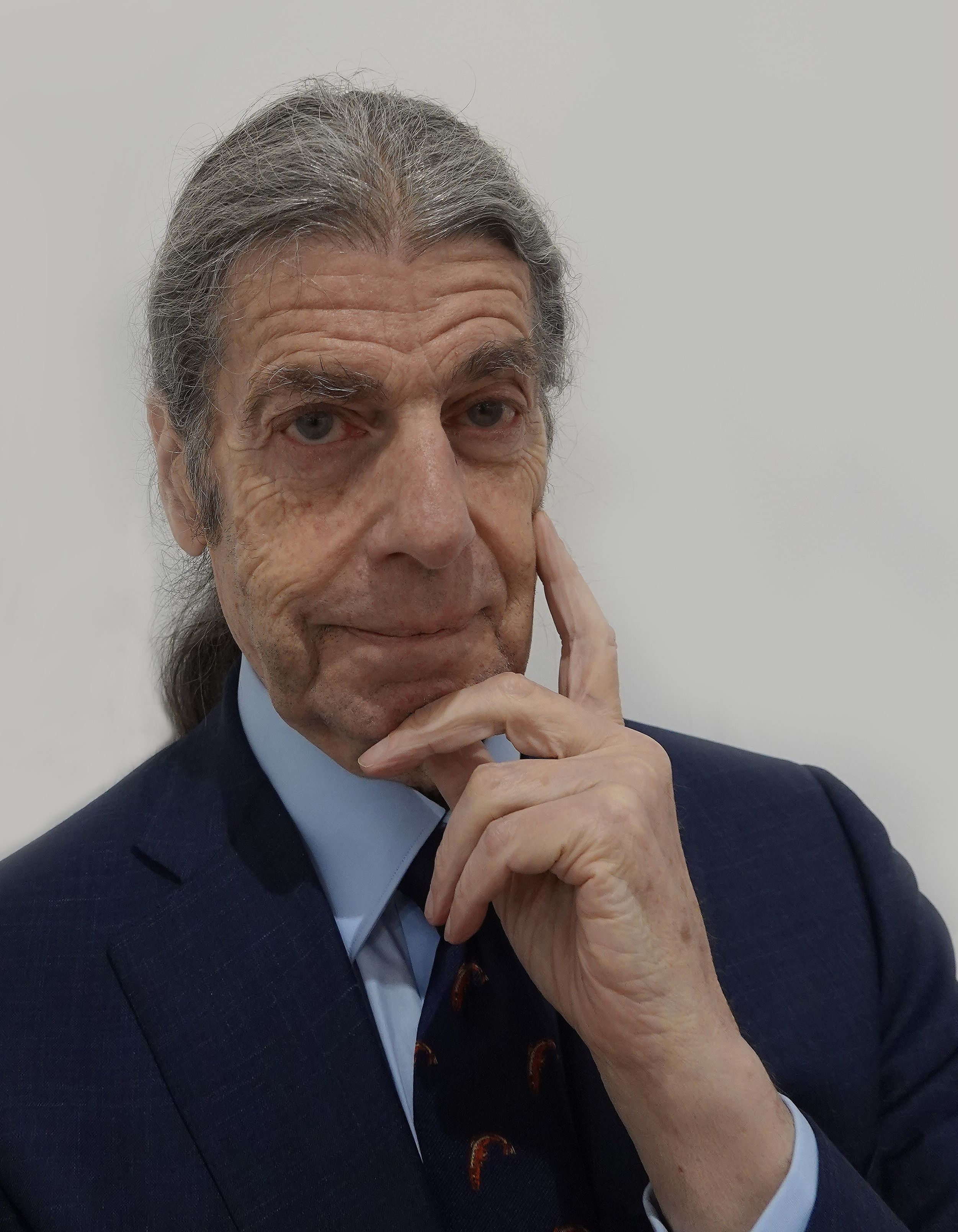
John Armleder, 2023 an der Art Basel

John M. Armleder (* 24. Juni 1948 in Genf) ist ein Schweizer Maler, Konzept- und Performancekünstler.

## Leben
John Michael Armleder entstammt einer Genfer Hotelierfamilie. Sein Urgroßvater Richard Rodolphe Armleder gründete 1875 das Genfer Luxushotel Le Richemond, in dem Armleder seine Jugend verbrachte. Mitte der 1960er Jahre hatte er seine ersten öffentlichen Auftritte als Musiker mit Happenings, die von John Cages beeinflusst waren. Von 1966 bis 1967 studierte er an der École des Beaux-Arts in Genf und war an Fluxus-Aktionen beteiligt. 1969 besuchte er die Glamorgan Summer School in Wales/Großbritannien. Im gleichen Jahr gründete er zusammen mit Patrick Lucchini und Claude Rychner die Fluxus-Gruppe Groupe Ecart. Die Gruppenmitglieder produzierten unter anderem Super-8-Filme. Aus der Gruppe ging die von 1973 bis 1980 bestehende Galerie Ecart hervor, die in Genf Ausstellungen und Performances von Joseph Beuys, John Cage und Andy Warhol veranstaltete.
Er lehrt an der École cantonale d’art (ECAL) in Lausanne und ist seit 1995 Professor an der Hochschule für Bildende Künste Braunschweig. Von 1992 bis 2000 war er Mitglied der Eidgenössischen Kunstkommission. 2004 gründete er mit Sylvie Fleury und seinem Sohn Stéphane (* 1977) das Plattenlabel Villa Magica Records. Stéphane Armleder (alias John B. Rambo, alias The Genevan Heathen) ist dessen künstlerischer Leiter und für den Vertrieb des Labels Record Company Records aus Roxbury, Massachusetts (USA) verantwortlich. Beide Labels bringen vor allem CDs und LPs seines Vaters, von Sylvie Fleury und seiner selbst als John B. Rambo heraus.
Armleder lebt in New York und Genf.

## Werk
Ende der 1970er Jahre begann er, flächige, am Minimalismus orientierte Bilder zu malen, bei denen er neben Leinwand auch Lochplatten oder alte Möbelstücke als Malgrund einsetzte. Diese Bilder kombinierte er mit gebrauchten Wohnungseinrichtungen und entzog sich auch dem Kitsch nicht.
In den 1980er Jahren entwickelt Armleder die Furniture Sculptures, die Fragen des Ready-made aufgriffen. 1987 kaufte der Künstler bei einem Altmöbelhändler ein Wandregal, auf dem mehr als fünfundzwanzig gebrauchte Stühle ausgestellt waren. Regal und Stühle brachte er in eine benachbarte Galerie, wo sie anschließend als Werk FS 172 in einer Ausstellung präsentiert wurden. Drei aufrecht stehenden Teppichrollen (FS 234) erwarb er 1990 als Restposten aus einem Laden und nahm «Sylvie Fleury beim Wort, als sie ihn darauf hinwies, dass die Teppichzylinder wie Objekte für eine Ausstellung aussahen. Ein Vorgehen, das seine Nähe zu Dada und Fluxus nicht verleugnet.»
Für raumfüllende Environments in der Tate Gallery, Liverpool arrangierte er 2005 ausgestopfte Waldtiere, laufende Fernsehgeräte, Spiegel, Blumensträuße, Weihnachtsbäume, Holzscheite, blinkende LCD-Lampen und Tierfelle. Für das Objekt Flash. Flash. Flash. mit einer Höhe von über vier Metern und sechs Metern Länge setzte er 2005 fünf programmierte Lichtbäume, LEDs und Transformatoren ein.
2019 fand eine Einzelausstellung von Armleder in der Frankfurter Kunsthalle Schirn statt, in der die Sentenz Ich mache nichts anderes als das, was andere schon einmal gemacht haben am Treppenaufgang seiner Ausstellung an der Wand geschrieben stand, um sein Konzept der Raumausstattung der besonderen Art zu verdeutlichen. Mit seinen Installationen thematisiert er die "Echtheit" von Ausstellungsstücken und relativiert die Tiefe der Oberfläche.
1978 und 1979 erhielt Armleder das Eidgenössische Kunststipendium.

## Ausstellungen (Auswahl)
- 1986: Biennale Venedig (Schweizer Pavillon); Prospekt, Frankfurt am Main.
- 1987: Documenta 8, Kassel.
- 1991: Metropolis, Berlin; Biennale d’art contemporain de Lyon.
- 2000: Open Ends, Museum of Modern Art, New York.
- 2005: ZKM, Karlsruhe.
- 2006: Tate Gallery, Liverpool.
- 2014: John Armleder., Musée National Fernand Léger, Biot (Alpes-Maritimes).
- 2018: Plus ça change, plus c’est la même chose (Je mehr sich die Dinge ändern, umso mehr bleiben sie sich gleich), Museion, Bozen
- 2019: Ca. Ca. Rauminstallationen. Kunsthalle Schirn, Frankfurt am Main[6]